# Karl Barwick
Karl Barwick (* 14. Mai 1883 in Oberndorf; † 23. März 1965 in Jena) war ein deutscher Klassischer Philologe, der als Professor für Latinistik in Jena wirkte (1919–1954).

## Leben
Karl Barwick, der Sohn eines Weinbauern aus der Rheinpfalz, studierte Klassische Philologie an den Universitäten Straßburg, München und Jena. Während seines Studiums wurde er Mitglied des Studentengesangvereins Arion Straßburg im Sondershäuser Verband. In Jena schloss er sich eng an Georg Goetz an, bei dem er 1908 mit der Dissertation De Iunio Filargino Vergilii interprete promoviert wurde. Anschließend arbeitete Barwick einige Jahre als Gymnasiallehrer in Hildburghausen in Thüringen. Seine Habilitation erreichte er vier Jahre später mit der Schrift De Platonis Phaedri temporibus, die in den Commentationes philologicae Jenenses (Band 10,1, Leipzig 1913) erschien.
Nach seiner Rückkehr aus dem Ersten Weltkrieg wurde Barwick 1919 an der Universität Jena zum außerordentlichen Professor ernannt. Als Goetz 1923 emeritiert wurde, trat zunächst Johannes Stroux aus Kiel seine Nachfolge an. Schon ein Jahr später wechselte Stroux nach München, so dass Barwick 1925 den Lehrstuhl für Latinistik erhielt. Seine Antrittsvorlesung hielt er am 16. Mai 1925 über Das Bildungsideal Ciceros. In Jena wirkte Barwick während der Weimarer Republik, der Zeit des Nationalsozialismus und in der DDR als Professor für Klassische Philologie. Seine Distanz zum jeweiligen politischen System ermöglichte ihm einen lückenlosen Einsatz in Forschung und Lehre. Mit seinem Kollegen Friedrich Zucker, dem Professor für Gräzistik, arbeitete Barwick lange Jahre zusammen, bis er 1954 emeritiert wurde. Seit 1951 war er ordentliches Mitglied der Sächsischen Akademie der Wissenschaften.